# Понте-Сан-Ніколо
Понте-Сан-Ніколо (італ. Ponte San Nicolò, вен. Ponte San Nicołò) — муніципалітет в Італії, у регіоні Венето, провінція Падуя.
Понте-Сан-Ніколо розташоване на відстані близько 390 км на північ від Рима, 33 км на захід від Венеції, 7 км на південний схід від Падуї.
Населення — 13 486 осіб (2014).
Щорічний фестиваль відбувається 6 грудня. Покровитель — San Nicolò.

## Демографія
Населення за роками:

Станом на 1 січня 2023 року в муніципалітеті офіційно проживало 1156 іноземців з 53 країн, серед них 598 громадян країн Євросоюзу та 24 громадяни України.

## Сусідні муніципалітети
- Альбіньязего
- Казальсеруго
- Леньяро
- Падуя
- Польверара